# Маури Фа'асавалу
Маури Фа'асавалу (енгл. Maurie Fa'asavalu; 12. јануар 1980) професионални је рагбиста и репрезентативац Самое, који тренутно игра за Ојонакс (рагби јунион).

## Биографија
Висок 191 цм, тежак 112 кг, Фа'асавалу је пре Ојонакса играо за Харлеквинс, а играо је и другу верзију рагбија - рагби 13 (рагби лига). За репрезентацију Самое је до сада одиграо 27 тест мечева и постигао 2 есеја.